# Шерман (селище, Нью-Йорк)
Шерман (англ. Sherman) — селище (англ. village) в США, в окрузі Чотоква штату Нью-Йорк. Населення — 649 осіб (2020).

## Географія
Шерман розташований за координатами 42°9′33″ пн. ш. 79°35′40″ зх. д. / 42.15917° пн. ш. 79.59444° зх. д. (42.159062, -79.594432).  За даними Бюро перепису населення США в 2010 році селище мало площу 2,21 км², уся площа — суходіл.

## Демографія
Згідно з переписом 2010 року, у селищі мешкало 730 осіб у 279 домогосподарствах у складі 188 родин. Густота населення становила 330 осіб/км².  Було 318 помешкань (144/км²).
Расовий склад населення:
| - 97,8 % — білих - 0,1 % — чорних або афроамериканців |

До двох чи більше рас належало 1,9 %. Частка іспаномовних становила 1,0 % від усіх жителів.
За віковим діапазоном населення розподілялося таким чином: 29,2 % — особи молодші 18 років, 56,4 % — особи у віці 18—64 років, 14,4 % — особи у віці 65 років та старші. Медіана віку мешканця становила 35,0 року. На 100 осіб жіночої статі у селищі припадало 97,3 чоловіків;  на 100 жінок у віці від 18 років та старших — 99,6 чоловіків також старших 18 років.
Середній дохід на одне домашнє господарство  становив 44 087 доларів США (медіана — 35 238), а середній дохід на одну сім'ю — 55 572 долари (медіана — 46 000). За межею бідності перебувало 14,0 % осіб, у тому числі 15,2 % дітей у віці до 18 років та 5,5 % осіб у віці 65 років та старших.
Цивільне працевлаштоване населення становило 294 особи. Основні галузі зайнятості: освіта, охорона здоров'я та соціальна допомога — 26,5 %, роздрібна торгівля — 20,4 %, мистецтво, розваги та відпочинок — 13,3 %, будівництво — 9,9 %.